# Tenis ziemny na Igrzyskach Panamerykańskich 2003
Tenis ziemny na Igrzyskach Panamerykańskich 2003 – turniej tenisowy, który był rozgrywany w dniach 4–10 sierpnia 2003 roku podczas igrzysk panamerykańskich w Santo Domingo. Zawodnicy zmagali się na obiektach Winnipeg Centro Nacional de Tenis. Tenisiści rywalizowali w czterech konkurencjach: singlu i deblu mężczyzn oraz kobiet.

## Medaliści
| Konkurencja             | Złoty medal                           | Srebrny medal                      | Brązowy medal                                                      |
| gra pojedyncza mężczyzn | Fernando Meligeni                     | Marcelo Ríos                       | José de Armas Alex Kim                                             |
| gra pojedyncza kobiet   | Milagros Sequera                      | Sarah Taylor                       | Kristina Brandi Ansley Cargill                                     |
| gra podwójna mężczyzn   | Santiago González Alejandro Hernández | Adrián García Marcelo Ríos         | Cristian Villagrán Carlos Berlocq Jeff Morrison Alex Bogomolov Jr. |
| gra podwójna kobiet     | Bruna Coloso Joana Cortez             | Kristina Brandi Vilmarie Castellvi | Yamile Fors Yanet Núñez Karin Palme Melissa Torres                 |

### Tabela medalowa
| Miejsce | Państwo           | Złoto | Srebro | Brąz | Razem |
| ------- | ----------------- | ----- | ------ | ---- | ----- |
| 1       | Brazylia          | 2     | 0      | 0    | 2     |
| 2       | Meksyk            | 1     | 0      | 1    | 2     |
|         | Wenezuela         | 1     | 0      | 1    | 2     |
| 4       | Chile             | 0     | 2      | 0    | 2     |
| 5       | Stany Zjednoczone | 0     | 1      | 3    | 4     |
| 6       | Portoryko         | 0     | 1      | 1    | 2     |
| 7       | Argentyna         | 0     | 0      | 1    | 1     |
| 7       | Kuba              | 0     | 0      | 1    | 1     |
|         | Razem             | 4     | 4      | 8    | 16    |